# Justin Hall
Justin Robinson Hall (14 de febrero de 1971) es un dibujante y educador estadounidense. Ha escrito e ilustrado cómics autobiográficos y eróticos, y ha editado No Straight Lines, una revisión académica de los cómics LGBT de los últimos 40 años. Es profesor asociado de cómics y escritura y literatura en el Colegio de Artes de California.

## Carrera
Hall comenzó a crear cómics en 2001. Su primer trabajo publicado fue UA Sacred Text, sobre la observación de los Rollos del Mar Muerto en Israel, publicado con financiación de una beca Xeric. Continuó con True Travel Tales, una serie anecdótica sobre más de sus experiencias de mochilero internacional. Luego, él y Dave Davenport produjeron Hard to Swallow, una serie de cuatro números de erotismo gay que luego fue recopilada en un solo volumen por Northwest Press en 2016.
Se desempeñó como presidente de relaciones con talentos para la organización de defensa LGBT Prism Comics. Publicó Glamazonia, sobre una superheroína trans caricaturesca, en 2010; fue nominado para un Premio Literario Lambda. Su trabajo ha sido publicado en el San Francisco Bay Guardian, The Book of Boy Trouble, la serie Best Erotic Comics y Best American Comics 2006.
En 2006, fue comisario de la exposición de arte "No Straight Lines: Queer Culture in Comics" junto a Andrew Farago del Cartoon Art Museum de San Francisco. Esto condujo al libro de 2012 No Straight Lines: Four Decades of Queer Comics, una descripción general en tapa dura de la historia de los cómics LGBTQ publicado por Fantagraphics, por el que ganó un premio literario Lambda y una nominación al Eisner.
Comenzó a enseñar cómics en el California College of the Arts a principios de la década de 2010; en 2014, añadió instrucción para una maestría en la materia. En 2016 recibió una beca como becario Fulbright para impartir clases como profesor invitado en la Universidad Masaryk de Brno (República Checa).
En febrero de 2013, Hall co-curó junto a Rick Worley la exposición de arte de San Francisco "Batman on Robin", que presenta obras que exploran el tema del homoerotismo entre Batman y Robin.
Desde 2015, ha coorganizado, junto con Jennifer Camper, "Queers & Comics", una conferencia bienal de dibujantes, académicos y otros profesionales LGBTQ internacionales, centrada en temas LGBTQ en los cómics y en los creadores de cómics LGBTQ.

## Vida personal
Hall está casado. Él y su marido viven en San Francisco.